# Victor Kraatz
Victor Kraatz (ur. 7 kwietnia 1971 w Berlinie Zachodnim) – kanadyjski łyżwiarz figurowy, startujący w parach tanecznych z Shae-Lynn Bourne. Trzykrotny uczestnik igrzysk olimpijskich w Lillehammer (1994), Nagano (1998) i Salt Lake City (2002), mistrz świata (2003), trzykrotny mistrz czterech kontynentów (1999, 2001, 2003), dwukrotny zwycięzca finału Grand Prix (1996, 2001) oraz 10-krotny mistrz Kanady (1993–1999, 2001–2003). Zakończył karierę amatorską w 2003 roku.
Bourne i Kratz byli pierwszą parą taneczną, która w swoich tańcach wykonywała element łyżwiarski hydroblading.
19 czerwca 2006 ożenił się z fińską łyżwiarka figurową występującą w parach tanecznych, Maikki Uotila. Mają dwóch synów: Olivera (ur. 14 września 2006) i Henry’ego (ur. 10 lipca 2010). Po zakończeniu kariery amatorskiej studiował marketing i pracował w agencji marketingowej w Yaletown. Pracował również jako trener łyżwiarstwa figurowego, a następnie jako trener hokeja na lodzie.

## Osiągnięcia

### Z Shae-Lynn Bourne
| Zawody                           | 91–92          | 92–93          | 93–94          | 94–95          | 95–96          | 96–97          | 97–98          | 98–99          | 99–00          | 00–01          | 01–02          | 02–03          |                |                |                |                |                |
| Międzynarodowe                   | Międzynarodowe | Międzynarodowe | Międzynarodowe | Międzynarodowe | Międzynarodowe | Międzynarodowe | Międzynarodowe | Międzynarodowe | Międzynarodowe | Międzynarodowe | Międzynarodowe | Międzynarodowe | Międzynarodowe | Międzynarodowe | Międzynarodowe | Międzynarodowe | Międzynarodowe |
| -------------------------------- | -------------- | -------------- | -------------- | -------------- | -------------- | -------------- | -------------- | -------------- | -------------- | -------------- | -------------- | -------------- | -------------- | -------------- | -------------- | -------------- | -------------- |
| Igrzyska olimpijskie             |                |                | 10             |                |                |                | 4              |                |                |                | 4              |                |                |                |                |                |                |
| Mistrzostwa świata               |                | 14             | 6              | 4              | 3              | 3              | 3              | 3              |                | 4              | 2              | 1              |                |                |                |                |                |
| Mistrzostwa czterech kontynentów |                |                |                |                |                |                |                | 1              |                | 1              |                | 1              |                |                |                |                |                |
| GP Finał Grand Prix              |                |                |                |                | 4              | 1              | 2              |                | 5              |                | 1              |                |                |                |                |                |                |
| GP Nations Cup                   |                |                | 5              |                |                | 2              |                | 2              | 1              | 3              |                |                |                |                |                |                |                |
| GP Cup of Russia                 |                |                |                |                |                |                |                |                | 2              |                |                |                |                |                |                |                |                |
| GP NHK Trophy                    |                |                |                |                | 2              |                | 2              |                |                |                |                |                |                |                |                |                |                |
| GP Skate America                 |                |                |                |                |                |                |                |                |                | 3              |                |                |                |                |                |                |                |
| GP Skate Canada International    |                | 6              | 3              | 1              | 1              | 1              | 1              | 1              |                |                | 1              |                |                |                |                |                |                |
| GP Trophée Lalique               |                |                |                |                |                |                |                |                |                |                | 2              |                |                |                |                |                |                |
| Nebelhorn Trophy                 |                | 1              |                |                |                |                |                |                |                |                |                |                |                |                |                |                |                |
| Krajowe                          |                |                |                |                |                |                |                |                |                |                |                |                |                |                |                |                |                |
| Mistrzostwa Kanady               | 1 J            | 1              | 1              | 1              | 1              | 1              | 1              | 1              |                | 1              | 1              | 1              |                |                |                |                |                |

### Z Taryn O’Neill
| Mistrzostwa Kanady | 3 N |

## Nagrody i osiągnięcia
- British Columbia/Yukon Hall of Fame – 2015[3]
- Skate Canada Hall of Fame – 2007[5]